# Record d'Europe du 3 000 mètres steeple
Pour un article plus général, voir Records d'Europe d'athlétisme.
Les records d'Europe du 3 000 mètres steeple sont actuellement détenus par le Français Mahiedine Mekhissi-Benabbad qui établit le temps de 8 min 0 s 09 le 6 juillet 2013 lors du Meeting Areva de Saint-Denis, et par la française Alice Finot, créditée de 8 min 58 s 67 le 6 août 2024 en finale des Jeux olympiques de Paris.
Le premier record d'Europe du 3 000 m steeple homologué par l'Association européenne d'athlétisme est établi par le Hongrois Sandor Rozsnyoi, auteur de 8 min 49 s 6 le 28 août 1954 à Berne.

## Progression

### Hommes
31 records d'Europe masculins ont été homologués par l'AEA.
| Temps                      | Athlète                     | Lieu        | Date              |
| -------------------------- | --------------------------- | ----------- | ----------------- |
| Chronométrage manuel       |                             |             |                   |
| 8 min 49 s 6               | Sandor Rozsnyoi             | Berne       | 28 août 1954      |
| 8 min 47 s 8               | Pentti Karvonen             | Helsinki    | 1er juillet 1955  |
| 8 min 45 s 4               | Pentti Karvonen             | Oslo        | 15 juillet 1955   |
| 8 min 45 s 4               | Vasiliy Vlasenko            | Moscou      | 18 août 1955      |
| 8 min 41 s 2               | Jerzy Chromik               | Brno        | 31 août 1955      |
| 8 min 40 s 2               | Jerzy Chromik               | Budapest    | 11 septembre 1955 |
| 8 min 39 s 8               | Semyon Rzhishchin           | Moscou      | 14 août 1956      |
| 8 min 35 s 6               | Sandor Rozsnyoi             | Budapest    | 16 septembre 1956 |
| 8 min 35 s 6               | Semyon Rzhishchin           | Tallinn     | 21 juin 1958      |
| 8 min 32 s 0               | Jerzy Chromik               | Varsovie    | 2 août 1958       |
| 8 min 31 s 4               | Zdzislaw Krzyszkowiak       | Toula       | 26 juin 1960      |
| 8 min 31 s 2               | Grigoriy Taran              | Kiev        | 28 mai 1961       |
| 8 min 30 s 4               | Zdzislaw Krzyszkowiak       | Walcz       | 10 août 1961      |
| 8 min 29 s 6               | Gaston Roelants             | Louvain     | 7 septembre 1963  |
| 8 min 29 s 4               | Gaston Roelants             | Bruxelles   | 7 août 1965       |
| 8 min 24 s 2               | Jouko Kuha                  | Stockholm   | 17 juillet 1968   |
| 8 min 22 s 2               | Vladimir Dudin              | Kiev        | 19 août 1969      |
| 8 min 20 s 8               | Anders Gärderud             | Helsinki    | 14 septembre 1972 |
| 8 min 18 s 4               | Anders Gärderud             | Stockholm   | 3 juillet 1973    |
| 8 min 18 s 4               | Michael Karst               | Helsinki    | 26 juin 1974      |
| 8 min 15 s 2               | Anders Gärderud             | Stockholm   | 2 juillet 1974    |
| 8 min 14 s 2               | Anders Gärderud             | Helsinki    | 1er août 1974     |
| 8 min 10 s 4               | Anders Gärderud             | Oslo        | 25 juin 1975      |
| 8 min 9 s 8                | Anders Gärderud             | Stockholm   | 1er juillet 1975  |
| 8 min 8 s 0                | Anders Gärderud             | Montréal    | 28 juillet 1976   |
| Chronométrage électronique |                             |             |                   |
| 8 min 7 s 62               | Joseph Mahmoud              | Bruxelles   | 24 août 1984      |
| 8 min 6 s 91               | Simon Vroemen               | Monaco      | 19 juillet 2002   |
| 8 min 6 s 91               | Bouabdellah Tahri           | Paris       | 4 juillet 2003    |
| 8 min 4 s 95               | Simon Vroemen               | Bruxelles   | 26 août 2005      |
| 8 min 1 s 18               | Bouabdellah Tahri           | Berlin      | 18 août 2009      |
| 8 min 0 s 09               | Mahiedine Mekhissi-Benabbad | Saint-Denis | 6 juillet 2013    |

### Femmes
8 records d'Europe féminins ont été homologués par l'AEA.
| Temps         | Athlète                  | Lieu      | Date            |
| ------------- | ------------------------ | --------- | --------------- |
| 9 min 25 s 31 | Justyna Bak              | Nice      | 9 juillet 2001  |
| 9 min 22 s 29 | Justyna Bak              | Milan     | 5 juin 2002     |
| 9 min 21 s 72 | Alesya Turova            | Ostrava   | 12 juin 2002    |
| 9 min 16 s 51 | Alesya Turova            | Gdańsk    | 28 juillet 2002 |
| 9 min 8 s 33  | Gulnara Samitova         | Toula     | 10 août 2003    |
| 9 min 1 s 59  | Gulnara Samitova         | Heraklion | 4 juillet 2004  |
| 8 min 58 s 81 | Gulnara Samitova-Galkina | Pékin     | 17 août 2008    |
| 8 min 58 s 67 | Alice Finot              | Paris     | 6 août 2024     |